# 王化基
王化基（944年—1010年），字永图，北宋真定人。
太平兴国二年（977年）进士，历任通判常州，岚州知州。赵普说他年轻快速提拔，无益于治，于是改任淮南节度使判官。王化基说，不幸丞相嫉妒后进，男儿逢明主，岂能屈于幕府。于是上书向宋太宗自荐，自称真定男子，仰慕范滂有天下之志，事论能切中时弊。宋太宗看到后说：“化基自结人主，慷慨之士也。”于是任用为著作郎，迁右拾遗、三司判官、知制诰。以右谏议大夫权御史中丞。上书称治天下就像种树，根本固枝叶不足忧，朝廷治而边区安。他推荐的王嗣宗等人都很称职。王化基献《澄清略》，建议恢复尚书省，慎公举，惩贪官，省冗官，择远官。上书被宋太宗称道。淳化年间，拜御史中丞。转任工部侍郎。至道三年（997年），任参知政事。咸平四年（1001年）以工部尚书罢知扬州。他和僚属同坐礼部尚书。死后赠右仆射，谥号惠献。其子王举正、王举元。

## 延伸阅读
[在维基数据编辑]
 《宋史·卷266》，出自脱脱《宋史》